# パーティー・ナイトはダンステリア
『パーティー・ナイトはダンステリア』（原題：Take Me Home Tonight）は、2011年のアメリカ合衆国のレトロコメディ映画。監督はマイケル・ドース、出演はトファー・グレイスとアンナ・ファリスなど。エディ・マネーの代表曲「テイク・ミー・ホーム・トゥナイト」をモチーフとした作品である。日本ではビデオスルーとして、2011年11月2日にDVD (レンタルのみ)が発売された。

## ストーリー
1988年のバブル時代のアメリカ。マットは、マサチューセッツ工科大学を卒業したが就職できず、レンタルビデオ店で自堕落なバイトの毎日を送っているごく普通の青年。彼はある日、偶然にも店を訪れた高校時代に片想いだった女性・トーリーと再会する。マットは見栄を張り、米国の一流金融企業「ゴールドマン・サックス」で働いていると彼女にウソをついてしまう。引っ込みがつかなくなった彼は、彼女も出席するパーティーの夜に親友のバリーとある暴挙を企てる。

## キャスト
マット・フランクリン
演 - トファー・グレイス、声 - 杉山大
マサチューセッツ工科大学を卒業していながらバイト生活を送っている大人しい青年。
暗算が得意。
ウェンディ・フランクリン
演 - アンナ・ファリス、声 - 大浦冬華
マットの双子の姉（妹）。ケンブリッジ大学の大学院に出願。作家志望。
バリー・ネイサン
演 - ダン・フォグラー、声 - 勝杏里
マットの親友。マットからの電話がきっかけで自動車販売の仕事をクビに。
トリ・フレダーキング
演 - テリーサ・パーマー、声 - 本名陽子
マットが高校時代から片想いして来た女性。投資銀行に実習生として勤務。
ビル・フランクリン
演 - マイケル・ビーン、声 - 相沢まさき
マットの父親。ロサンゼルス市警察の警官。
カイル・マスターソン
演 - クリス・プラット、声 - 阪口周平
ウェンディの恋人。金持ちのバカ息子。

## 作品の評価
Rotten Tomatoesによれば、113件の評論のうち高く評価しているのは27%にあたる31件にとどまり、平均で10点満点中4.56点を得ている。
Metacriticによれば、28件の評論のうち高評価は5件、賛否混在は15件、低評価は8件、平均で100点満点中42点を得ている。

## エピソード
恋人同士の役を演じたアンナ・ファリスとクリス・プラットは実生活では夫婦である（2009年 - 2018年離婚）。